# شيأون ميورا
شيأون ميورا (باليابانية: 三浦しをん) (23 سبتمبر 1976، طوكيو في اليابان)؛ كاتِبة وروائية يابانية. درست في جامعة واسيدا.